# John Riseley-Prichard
John Henry Augustin Prichard, later John Henry Augustin Riseley-Prichard, (Hereford, 17 januari 1924 - Baan Kai Thuan (Thailand), 8 juli 1993) was een Brits Formule 1-coureur. Hij nam deel aan zijn thuisrace in 1954 voor het team Rob Walker Racing Team, maar scoorde hierin geen punten.